# 特拉维斯·金
特拉维斯·金（英語：Travis T. King，1999年或2000年—），美国陆军逃兵，2023年7月18日在朝韩非军事区旅游的时候，跨越共同警备区域三八线逃进朝鲜民主主义人民共和国。由于在其服役的国家韩国面临法律问题，特拉维斯·金可能会被美军开除。
外界认为特拉维斯被朝鲜当局扣押审问，他因此成为目前外界知道的唯一一位被朝鲜扣押的美国公民，也是自2018年11月布鲁斯·拜伦·劳伦斯以来第一位被朝鲜扣押的美国公民。2023年8月15日，朝方宣稱金因对美军内部的种族主义感到反感而越北，并寻求难民身份。2023年9月27日，朝鲜决定驱逐特拉维斯·金。

## 早年及兵役经历
金1999年或2000年出生，父亲名叫托马斯·金（Thomas King），母亲名叫克劳迪娅·盖茨（Claudine Gates）。金在美国威斯康辛州拉辛成长，高中就读于华盛顿公园高中，2020年毕业。
2021年1月，金应征加入美国陆军，后被分配到美军第1装甲师第1旅战斗队，成为机械侦察兵，2022年2月正式抵达韩国服役。
2022年9月4日，金逃离了在柏尼法斯營日常负责的岗位，其后在議政府市被发现。金后来表示自己“拒绝返回岗位，也不想回去美国”。同月25日，金在首尔一家酒吧殴打了一名韩国男子，但由于受害男子撤回指控，首尔法院撤销案件。10月8日，金在首尔麻浦區与一名韩国当地人发生冲突，警方上前劝阻未果，遂将其送上警车，期间金一直辱骂朝鲜人、韓國陸軍和韩国警方，还把车门给踢坏，造成了58.4万韩元（约合458美元）的损失。后来金承认自己有殴打他人、破坏公物的行为，并支付了100万韩元（约合783美元）修复车子。事件发生后，金没有随所在部队返回美国，而是留在韩国，行政上归属于美國陸軍第4步兵師第2旅。
2023年2月8日，首尔西区法院裁定金打人罪名成立，罚款500万韩元（约合3950美元）；金拒绝缴纳罚金。在此之后，金被天安市的一所监狱关押了47天，2023年7月10日才获释。出狱后，金在平泽市美军基地漢弗萊營接受为期一周察看。2023年7月17日，金完成基地的离职程序，次日被护送到仁川國際機場，过程一直持续到他抵达海关检查站。由于没有机票，负责护送的官兵无法通过检查站，金独自在航站楼逗留。按照原定计划，金需要登上飞往美国德克萨斯州布利斯堡的航班，但他向美国航空的工作人员声称护照丢失，故没有登上航班，直接离开了机场。

## 逃进朝鲜
离开仁川机场后，金跟随旅游团旅游，于2023年7月18日抵达板门店的朝韩非军事区。当天下午3点27分，金跨越共同警备区域的三八线，逃进了朝鲜。据目击者表示，旅行团还在参观的时候，身穿黑色衣服的金跑进了三八线的朝方一侧，期间还发出响亮的笑声。韩国方面的士兵曾一度冲上前阻拦，但没有成功。消息指金其后被一辆身份不明的货车接走，在朝鲜被拘留。
駐韓美軍发言人表示金是“在没有授权的情况下自愿跨入三八线进入朝鲜”。2023年7月20日，美国国防部宣布金为逃兵。
2023年7月24日，联合国军表示正就金的事件与朝鲜政府联络。至8月1日，朝鲜方面承认联合国军曾索要有关金在朝鲜情况的情报，称对方正在调查事件；朝鲜未提供有关情报。8月15日，朝中社证实金身在朝鲜，并称其因“对美军内部非人的虐待和种族歧视抱有反感”而投诚。该社还称“他对不平等的美国社会感到极大的失望”，并表明“愿流亡朝鲜或第三国”。但据美联社称，朝中社为政治宣传机构，即“金正恩政府之传声筒”，故这些有关金的声称均“不可能”核实。
2023年9月27日，朝鲜决定驱逐特拉维斯·金。金随后被交给瑞典驻朝鲜大使馆的外交官并带到了中国。接着，他在中国丹东市与美国驻华大使伯恩斯和一名美军准将会面，然后又乘机飞往沈阳市，最后飞往韩国的烏山空軍基地。
美軍根據《統一軍法典》對金分別提出八項指控，包括逃兵北韓、唆使兒童色情、襲擊同袍、企圖逃離美軍監護，以及拒從命令。金會承認十四項指控中的五項，包括玩忽职守、三項不服從軍官的指控，以及襲擊士官。其律師發表的聲明指，金將「對其餘罪行不認罪，軍方將撤銷並駁回」。2024年9月21日，其律師發表聲明，指軍事法官接受認罪協議，法官依協議的條件，「判處1年監禁、降級為二等兵（E-1）、沒收所有薪資與津貼」。而金因刑期届满及表現良好，当庭释放。
根据检方要求，金被给予开除军籍处分。金及其辩护人曾试图寻求“不良行为退兵”。

## 奖项与荣誉
- 國防部服役獎章（2021年）[22]
- 韩国服役奖章（2022年）[22]
- 海外服役略章（英语：Overseas Service Ribbon）（2022年）[22]